# 岡尼何梭
岡尼何梭（法語：Gangnihessou），傳統上“達荷美（今貝寧）12王”的第一位。

## 世系
据传，冈尼何梭出生于16世纪今多哥莫洛河边的一个小村庄，随后在阿拉达成为大阿德拉国王。冈尼何梭有3个兄弟，他们在冈尼何梭死后瓜分了他的领土，达荷美也正是在此时形成，成为除大阿德拉和小阿德拉之外的一个王国，尽管最初形成时的领土只相当于阿波美平原的大小。

## 国王
冈尼何梭在在1620年左右統治王国，在他游历王国期间却被他的兄弟达埃古无情地废黜。
他的象征物是一隻雄性的岡尼何梭鳥（這種鳥是以他的名字命名）、一只鼓，以及一支擲／獵矛。

## 历史
歷史上他是否是一位国王并不十分清楚，但可以肯定的是他應該是一位有影響力的領導者，和他弟弟一起運作該族群的事務。而他的弟弟达埃古确认为第一位名副其实的达荷美国王。